# Entwicklung der Ottokraftstoffe
Ottokraftstoffe, früher auch Vergaserkraftstoffe genannt, sind im weiteren Sinne alle Kraftstoffe für Ottomotoren (Verbrennungsmotoren mit Fremdzündung). Diese nach dem Otto-Kreisprozess arbeitenden Motoren finden in Landfahrzeugen, Kleingeräten wie Rasenmähern oder Kettensägen sowie als Boots- und Flugmotoren vielfältige Verwendung.
Den Begriff Ottokraftstoff verwenden viele Verordnungen und Schriftstücke in einem engeren Sinne für ein Motorenbenzin nach DIN EN 228 und als Gegenstück zum Begriff Dieselkraftstoff.
In Deutschland zwischen 1920 und 1945 sowie in der DDR hatte der Mangel an Erdöl die Verwendung diverser anderer, meist klopffesterer Ersatzstoffe gefördert. Diese heute als „alternative Kraftstoffe“ bezeichneten Produkte unterlagen in Herstellung wie Anwendung einer signifikanten Entwicklung.

## Einführung

### Ethanol

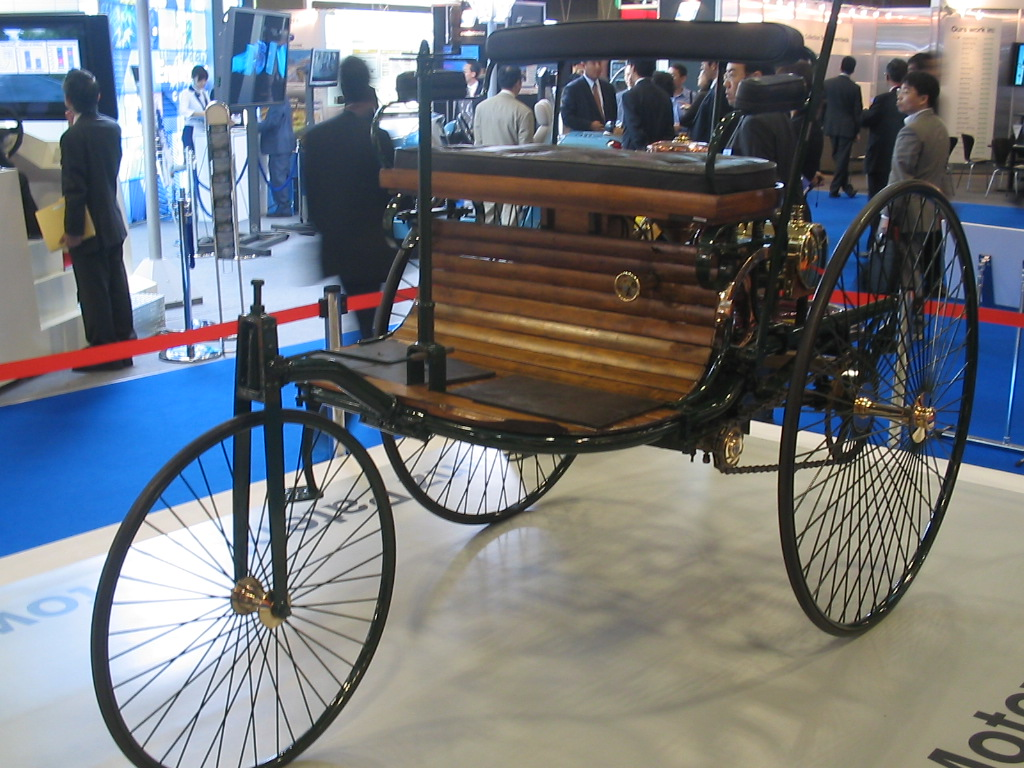
Das erste Auto mit einem Ottokraftstoff-Antrieb (Ligroin) aus dem Jahre 1886

Nikolaus August Otto verwendete bereits in den 1860er Jahren „Spiritus“ (Kartoffelsprit, Agraralkohol, heute als Bio-Ethanol bezeichnet) als klopffesten Kraftstoff (Oktanzahl min. 104 ROZ) in den Prototypen seines Verbrennungsmotors. Während des Ersten Weltkriegs wurde dieser Kraftstoff als Motoren-Spiritus für hohe Leistungsanforderungen wie Jagdflugzeuge auf Feindflug verwendet.

### Leichtbenzin
Die früheste Verwendung von Ottokraftstoffen im Fahrzeug ist die Verwendung von Leichtbenzin (etwa 75 bis 85 ROZ), das bereits in der Patentschrift zum Benz Patent-Motorwagen Nummer 1 von 1886 als „leichtflüchtiges Oel“ zur Verwendung beschrieben wurde. Dies konnte das etwas schwerere, dort namentlich genannte, Ligroin sein oder das etwas leichtere Gasolin. Die am Anfang des 20. Jahrhunderts verwendeten Oberflächenvergaser konnten mit dem leichtflüchtigen Leichtbenzin zündfähige Gemische bilden.
Bertha Benz, Ehefrau des Automobilerfinders Carl Benz, machte auf ihrer Fahrt Anfang August 1888 von Mannheim nach Pforzheim durch Einkauf von Ligroin in der Stadt-Apotheke in Wiesloch diese quasi zur ersten Tankstelle der Welt.
Weitere Namen für Leichtbenzin sind beziehungsweise waren Petroleumbenzin, Petroleumäther, Waschbenzin oder Hydririn. Leichtbenzin wurde im Ersten Weltkrieg auch als Flugbenzin verwendet.

### Benzin

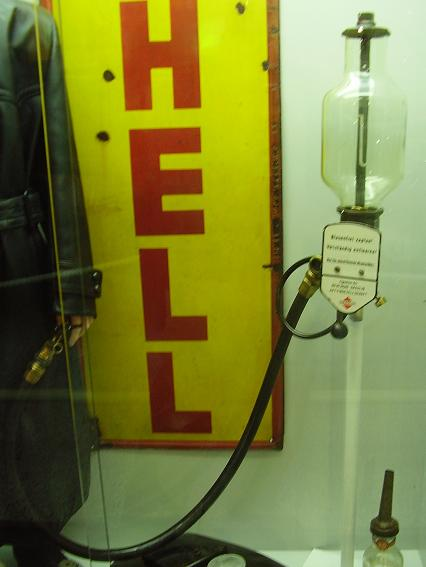
Frühe Benzinpumpe

Anfang des 20. Jahrhunderts und verstärkt nach dem Ersten Weltkrieg wurde Benzin je nach Quelle und Herkunft von sehr unterschiedlicher Qualität (Klopffestigkeit ab etwa 40 ROZ) als Treibstoff verwendet, und zwar sowohl als Fahrbenzin oder Motorenbenzin für Fahrzeuge mit Ottomotoren als auch als Flugbenzin für Flugzeuge mit Ottomotoren (Kolbenmotoren mit Fremdzündung). Obwohl Wilhelm Maybach den Spritzdüsenvergaser, der mit Benzin zündfähige Gemische bilden konnte, schon 1893 erfunden hatte, dauerte es bis nach dem Ersten Weltkrieg, bis das Benzin (genauer: Mittelbenzin) das Leichtbenzin als Fahrbenzin verdrängte.
Benzin war weniger klopffest als Leichtbenzin, dafür jedoch billiger. Gerade in den USA setzte es dadurch zum Siegeszug an. So kam es, dass dort bereits 1917 eine so genannte Großtankstelle (von „Standard Oil of Indiana“) existierte, während sonst noch hauptsächlich aus Kanistern oder mit Fasspumpen betankt wurde. Dabei wurden die Fässer und Kanister vom Pritschen-LKW gebracht oder die Kanister direkt vom Tank-LKW befüllt. Für Jagdflugzeuge auf Ausbildungsflügen reichte oft normales Benzin.

### Benzol
Reines Benzol hat als Ottokraftstoff eine hohe Klopffestigkeit (99 ROZ), war jedoch vergleichsweise teuer und Motoren verrußten sehr schnell. Daher wurde Benzol nur für spezielle Anwendungen als Treibstoff wie Motoren mit hoher Kompression verwendet oder für hohe Leistungsanforderungen wie Jagdflugzeuge auf Feindflug (Motoren-Benzol).

## 1920er Jahre

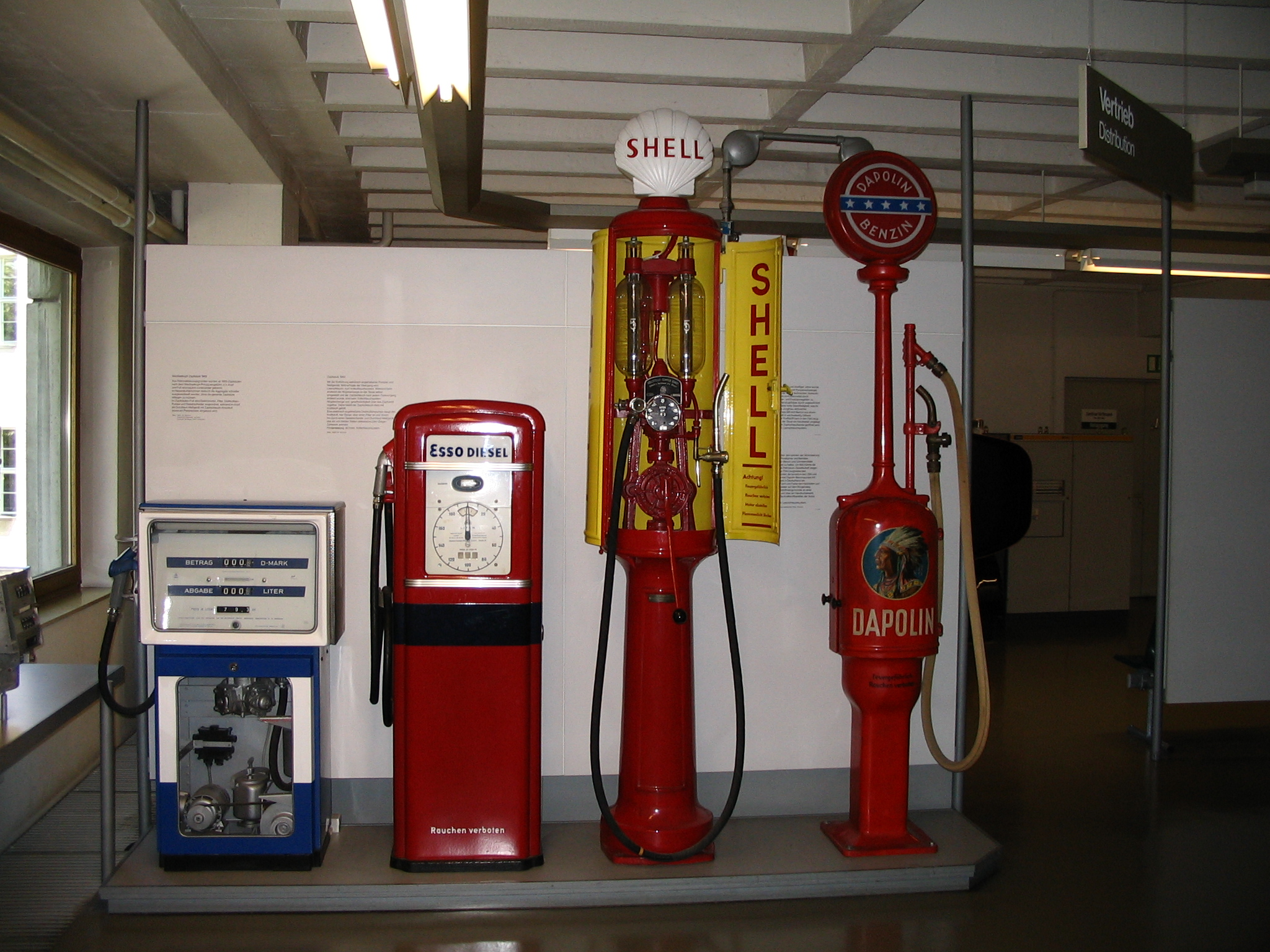
„Eiserne Jungfrau“, die Tanksäule der 1920er (rechts im Bild) im Deutschen Museum

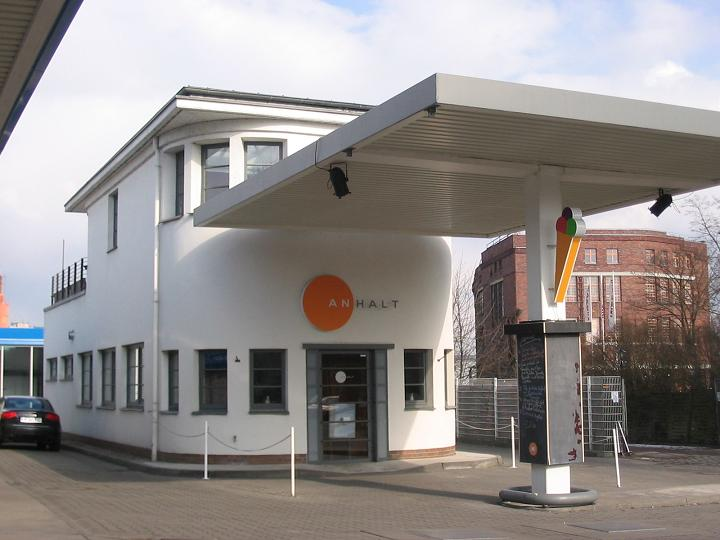
Erste Berliner Tankstelle mit Raststätte von 1928/1929

Die in der zweiten Hälfte des 20. Jahrhunderts Unterscheidung zwischen Normalbenzin und Super mit zwei genormten Klopffestigkeitsgraden gab es in den 1920er Jahren noch nicht. Die leistungsmäßigen und qualitativen Unterschiede (z. B. hinsichtlich der Klopffestigkeit) der hier beschriebenen Ottokraftstoffe zueinander zeigt auch der preisliche Vergleich, wie die folgende Aufstellung aus einer Gemeinschafts-Tankzentrale in Arnstadt im Jahr 1926 (Preise pro Liter) zeigt:
- Oelhag-Leichtbenzin 37 Pfg (heute inflationsbereinigt 1,71 €)
- Oelhag-Autobenzin 35 Pfg. (Rekordin) (heute inflationsbereinigt 1,62 €)
- Dapolin 35 Pfg. (Normalbenzin) (heute inflationsbereinigt 1,62 €)
- B.-V. Aral 41 Pfg. (Benzin-Benzol-Gemisch (Bibo)) (heute inflationsbereinigt 1,90 €)
- B.-V. Benzol 47 Pfg. (heute inflationsbereinigt 2,18 €)

Nach einer anderen Quelle kostete das Benzin-Kartoffelalkohol-Gemisch Monopolin der Reichskraftsprit Ende der 1920er Jahre etwa so viel wie Normalbenzin. Es war durch den Ethanolanteil zwar klopffester, hatte jedoch eine geringere volumetrische Energiedichte (Heizwert pro Liter). Der Alkoholeinsatz diente zur Ersetzung von ausländischem Mineralölbenzin durch einheimische Kraftstoffe. Klopffestere Benzinsorten, die damals noch nicht Super(benzin) genannt wurden, wie Motalin der Deutschen Gasolin (synthetisches Leuna-Benzin mit Additiv Eisenpentacarbonyl), waren ähnlich wie Leichtbenzin etwa 5 % teurer als Normalbenzin. Das im Vergleich zu Benzin sehr viel klopffestere Benzol kostete auch aufgrund seiner wesentlich höheren Energiedichte etwa 35 % mehr, Benzin-Benzol-Gemisch lag dazwischen.
Viele der Mineralölunternehmen bauten im Laufe der 1920er Jahre zusätzlich zu Exploration und Handel eigene Tankstellenketten auf, zuerst durch Errichten von einzelnen Zapfstellen auf öffentlichem Grund. Zusätzlich gab es viele von Geschäftsleuten betriebene Abgabestellen, beispielsweise als einzelne Zapfstelle auf dem Bürgersteig vor einem Geschäft, teilweise aber auch aus einer Aufreihung vieler unterschiedlicher Zapfstellen diverser Marken und Sorten bestehend, sogenannter Gemeinschaftstankstellen.
Der Treibstoffverbrauch Ende der 1920er Jahre lag in Deutschland bei 800.000 bis 900.000 Tonnen. Von diesen wurden etwa 500.000 bis 600.000 Tonnen, hauptsächlich Benzin oder Erdöl zur Benzinherstellung in einheimischen Raffinerien, aus den unterschiedlichsten Ländern über die meist ausländischen Muttergesellschaften importiert.

### Leichtbenzin
Leichtbenzin gab es noch, es wurde jedoch immer mehr durch Superbenzin verdrängt. Da sich die Vergasertechnik auf Basis des von Wilhelm Maybach 1893 erfundenen Spritzdüsenvergasers so weit verbessert hatte, dass Kraftstoffe mit höherem Siedeverhalten (Mittelbenzin) verarbeitet werden konnten, wurden die geringeren Siedeverluste des Mittelbenzins sowie die höhere volumetrische Energiedichte immer wichtiger. Auch kam es mit Mittelbenzin weniger häufig zu Vergaserbränden als mit Leichtbenzin.
Leichtbenzin wird durch Isomerisierung zu Benzinkomponenten verarbeitet oder als Lösungsmittel für Fette, Gummi und Harze sowie bei der Herstellung von Lacken und Arzneimitteln verwendet.

### Benzin
Während in anderen Ländern, insbesondere den USA und Großbritannien, Benzin hauptsächlich aus Erdöl hergestellt wurde, entwickelten deutsche Chemiker im Zuge der Autarkiebestrebungen nach dem Ersten Weltkrieg in den 1920er-Jahren zahlreiche Verfahren der Kohleverflüssigung zur Betriebsreife. Eine herausragende Bedeutung besaß die Unabhängigkeit von Lieferungen aus dem Ausland durch die Produktion heimischer Ersatzstoffe. Angesichts nur geringer Erdölvorkommen in Deutschland galt das vor allem für Kraftstoffe. Diese sollten bereits in der Weimarer Republik bevorzugt aus Kohle erzeugt werden. Vor diesem Hintergrund begann 1926 die IG Farben in Mitteldeutschland mit der Produktion synthetischen Benzins aus Braunkohle, dem sogenannten Leuna-Benzin.
Kohle war allerdings nicht der einzige Ersatzstoff für Erdöl. 1925 wurde in Deutschland die Reichskraftsprit GmbH (RKS) gegründet, die ihren Kraftstoff mit einem bis zu 25-prozentigen Anteil Ethanol als Monopolin vertrieb. Infolge der deutschen Autarkiebestrebungen trat 1930 eine Bezugsverordnung von Agraralkohol für alle Treibstoffunternehmen in Kraft. Jeweils 2,5 Gewichtsprozente der produzierten oder eingeführten Treibstoffmenge waren von der RKS zu beziehen und dem Benzin beizumischen. Diese Quote erhöhte sich vor dem Hintergrund der Devisenverkehrsbeschränkungen bis Oktober 1932 schrittweise auf 10 Prozent.
Da die Basisbenzine in ihrer Qualität (und damit Klopffestigkeit) stark schwankten (vor 1930: 40 bis 60 ROZ), wurde in Deutschland oft 5 % bis 10 % Benzol zur Normierung (Einstellung der Klopffestigkeit) zugesetzt, was aufgrund der nach damaliger Ansicht geringen Menge noch nicht deklariert werden musste. Die bekanntesten Benzinmarken der in Deutschland führenden Tankstellengesellschaften (Großen Fünf) hießen:
- Dapolin (Benzin aus US-amerikanischem Erdöl von der Deutsch-Amerikanische Petroleum Gesellschaft (DAPG)),
- Stellin (Benzin aus indischem, amerikanischem oder rumänischem Erdöl von der Rhenania-Ossag),
- Strax (Benzin aus persischen (ab 1935 iranischen) Erdölquellen von der OLEX)
- Leuna (deutsches synthetisches Hydrierbenzin der I.G. Farben, vertrieben von der Gasolin).
- Bibo (1924 für den Benzol-Verband entwickeltes Gemisch aus Benzin und Benzol)

### Superbenzin
Superbenzin als klopffestere Sorte als die normalen Benzine wurde durch Mischung mit anderen, klopffesteren Treibstoffen oder durch Zugabe von Additiven hergestellt. Der Unterschied zwischen beiden Verfahren ist, dass die Beimischung von anderen, klopffesteren Kraftstoffen Mengen von 10 % bis 40 % des Volumens benötigt, während die Additive wegen ihrer Wirksamkeit nur im Zehntelprozentbereich benötigt werden.

### Benzol
Nachdem die OLEX bereits 1923 ein Benzin-Benzol-Gemisch auf den Markt gebracht hatte (Olexin), kam der Benzol-Verband (BV) 1924 mit seinem BV-Aral, einem Gemisch von „6 Teilen Benzin und 4 Teilen Benzol“. Diese auch Bibo-Gemisch genannten Kraftstoffe waren für die damalige Zeit sehr klopffest. Während das Benzol aus einheimischer Produktion kam, stammte das Benzin um 1926 herum aus allen Ländern, aus denen die am gegenseitigen Lieferabkommen beteiligten (westlichen) Mineralölfirmen ihr Erdöl bezogen. Ende der 1920er Jahre bezog der Benzol-Verband sein Benzin aus russischen Quellen. Je nach Qualität des Basisbenzins ergibt sich für BV-Aral eine Oktanzahl zwischen 64 ROZ und 76 ROZ. Weitere solche Superbenzine waren Dynamin von der Rhenania-Ossag, deren Benzol Ende der 1920er Jahre aus Großbritannien stammte, Duolin von der DAPG, das ab September 1928 als rot eingefärbtes Esso verkauft wurde, oder Motorin von der Deutschen Gasolin.

### Additive

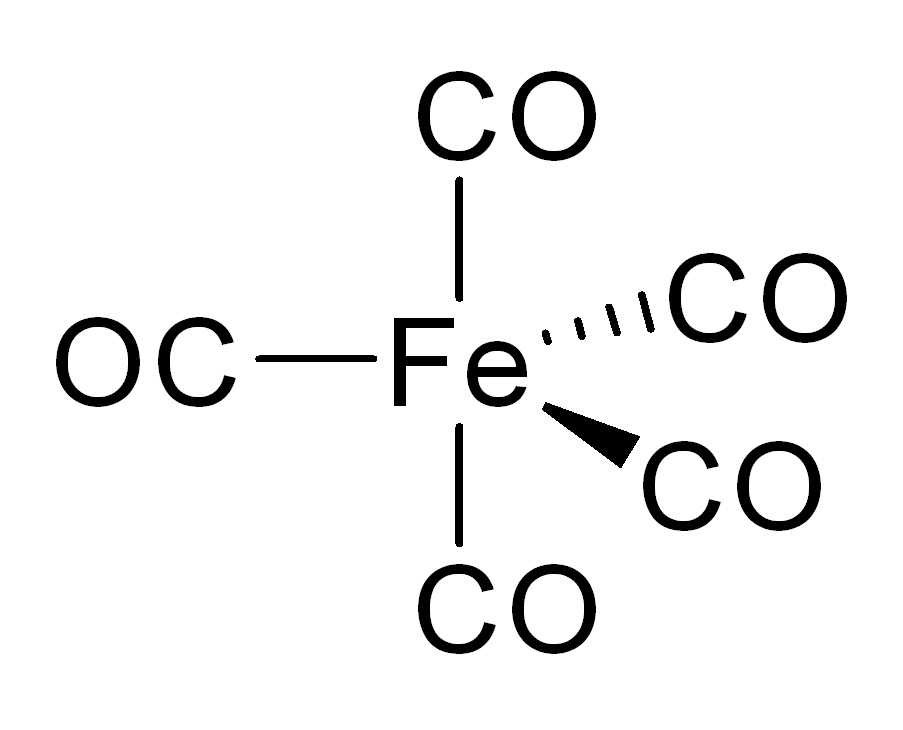
Eisenpentacarbonyl

1924 gründete die Standard Oil Company of New Jersey mit General Motors die Ethyl Gasoline Corporation, um das US-Patent für das damals noch so genannte „Bleitetraäthylen“ (engl. Tetraethyllead: TEL, dt. Tetraethylblei) zu kontrollieren und in den USA klopffesteres Benzin zu produzieren. Da TEL etwa 300-mal wirksamer als Benzol zur Erhöhung der Klopffestigkeit ist, werden hiervon nur vergleichsweise geringe Mengen als Additiv benötigt. Bleitetraäthyl(en) war bis 1936 in Deutschland nicht in nennenswerten Mengen verfügbar.
Motalin war ab der zweiten Hälfte der 1920er Jahre in Deutschland ein von der Deutschen Gasolin durch das Additiv Eisenpentacarbonyl klopffester gemachtes Superbenzin („kompressionsfester Treibstoff“). Basis war hauptsächlich das von den I.G. Farben in den Leunawerken hergestellte synthetische Benzin Leuna. Ab 1928 gab es kleine Blechkanister mit einem konzentrierten Gemisch aus Eisencarbonylen (sogenannte Motylpatronen) als Zusatz für Normalbenzin zur Erhöhung der Klopffestigkeit, das damit Motalin-ähnliche Eigenschaften erhielt.

## 1930er Jahre
| Preisbildung für Erdölbenzin Ende 1932 | Preisbildung für Erdölbenzin Ende 1932 | Preisbildung für Erdölbenzin Ende 1932 |
| Faktor                                 | RM je 100 Liter                        |                                        |
| -------------------------------------- | -------------------------------------- | -------------------------------------- |
| Benzinpreis cif Hamburg                | 6,00                                   |                                        |
| Mineralölzoll                          | 16,23                                  |                                        |
| Ethanol-Zwangsbeimischung              | 2,60                                   |                                        |
| Umsatzsteuer                           | 0,46                                   |                                        |
| Frachtkosten                           | 1,50                                   |                                        |
| Lager- und Tankstellenzufuhr           | 2,20                                   |                                        |
| Tankstellengebühren                    | 0,60                                   |                                        |
| Tankstellenunterhaltung                | 1,90                                   |                                        |
| Vergütung der Tankstellen              | 4,00                                   |                                        |
| Verkaufspreis                          | 35,48                                  |                                        |

Nicht nur am Rennsport ließ sich zu dieser Zeit die Begeisterung für das Thema Auto oder Benzin im Blut ablesen. In dem Umfeld entstand im Auftrag der DAPG 1932 bei der UFA in Berlin ein Film namens „PS“ und 1936 ließ die Olex anlässlich der Olympischen Sommerspiele 1936 in Berlin den ersten Werbefilm in Farbe drehen.
Um im erdölarmen Deutschland in den 1930er Jahren die Abhängigkeit vom meist ausländischen Erdöl zu verringern, um verstärkt inländische Rohstoffe zu verwenden und um während der Weltwirtschaftskrise Devisen zu sparen, trat 1930 die Bezugsverordnung von Spiritus zu Treibstoffzwecken für alle Treibstofffirmen in Kraft. Jeweils 2,5 Gewichtsprozente der produzierten oder eingeführten Treibstoffmenge waren von der Reichsmonopolverwaltung zu beziehen. Diese Quote erhöhte sich bis Oktober 1932 schrittweise auf 10 %. Für ein solches Benzin-Alkohol-Gemisch mit 10 % Alkohol prägte sich im amerikanischen Raum der Begriff Gasohol. Die zwei Benzin-Alkohol-Gemische Alcoline und Agrol konnten sich jedoch trotz der höheren Klopffestigkeit in den 1930er Jahren in den USA nicht gegen das billigere Benzin durchsetzen.
Ende Oktober 1930 gingen 51 % der Gesellschaftsanteile an der Reichskraftsprit an die Mitgliedsfirmen der Treibstoff-Konvention. Die Teilnehmer an der Übernahme verpflichteten sich, mindestens 20.000 Tonnen Spiritus zur Beimischung für Monopolin bis Ende 1934 zu verwenden. Da die Landwirtschaft im Verlauf der 1930er Jahre Schwierigkeiten bekam, die vereinbarten Absatzmengen zu liefern, nutzte die I.G. Farben dies später, ebenfalls einen Beimischungszwang für das bei ihr als Nebenprodukt anfallende synthetische Methanol zu erwirken.
Synthetisches Benzin kostete an den Tankstellen ab 1931 zwischen 30 und 35 Pfennig. Damit war das Leuna-Benzin für die Verbraucher nicht teurer als Erdölbenzin. Der Verkaufspreis von Erdölbenzin lag in Deutschland ab 1932 infolge der zunehmenden Belastungen durch Zölle, Steuern und den Ethanol-Beimischungszwang fast das Sechsfache über dem ursprünglichen Einkaufspreis (vgl. nebenstehende Tabelle). Ein Liter Erdölbenzin kostete in Deutschland von 1932 bis 1934 zwischen 35 und 39 Pfennig, von 1935 bis 1938 zwischen 38 und 42 Pfennig und ab 1939 bis 1945 staatlich festgelegt einheitlich 39 Pfennig. Ähnlich wie Mitte der 1920er Jahre war auch ab 1938 das Superbenzin etwa 2 Pfennig teurer.

### Fahrbenzin
Durch den Beimischungszwang von Agraralkohol für alle in Deutschland anbietenden Treibstofffirmen entwickelte sich aus dem Zwanziger-Jahre-Benzin ein durch Alkohol zu höheren Klopffestigkeiten normalisiertes Fahrbenzin, das in den 1930er Jahren die Oktanzahl 70 ROZ überschritt.
Die bekanntesten Normalbenzinmarken der großen Tankstellengesellschaften hießen in den 1930er Jahren Standard (Dapolin wurde 1931 von der Deutsch-Amerikanische Petroleum Gesellschaft umbenannt), es gab immer noch Stellin, Olexin und Leuna. Der Benzol-Verband vertrieb jetzt sein Benzin Deron. Von der NITAG gab es Nitalin. Darüber hinaus gab es viele mittelständisch geprägte Mineralöl- und Tankstellengesellschaften, von denen sich viele in der UNITI zusammenschlossen. Bei der Reichsautobahn-Kraftstoff-GmbH hieß das Benzin einfach Reichsautobahnbenzin.
Gleichzeitig erhöhten die I.G. Farben den Anteil des synthetischen Hydrierbenzins (Leuna-Benzin) aus Braunkohle immer mehr, ab 1936 kam das erste synthetische Benzin aus Steinkohle aus dem Hydrierwerk Scholven hinzu, das auch vom Benzol-Verband als Leuna-Benzin vertrieben wurde.
Die heimische Benzinproduktion stieg von 1935 bis 1938 von etwa einer auf 2,2 Millionen Tonnen. Allerdings erlangte ab 1935 die Erdölförderung in Deutschland ein viel stärkeres Gewicht als die im Vergleich langsamer voranschreitende Hydrier- und Syntheseproduktion. Durch das Reichsbohrprogramm erfolgte erstmals eine gründliche und systematische Untersuchung Deutschlands auf Erdöllagerstätten. Innerhalb kurzer Zeit wurden zahlreiche neue Erdölfelder im Raum Hannover, im Emsland, in Schleswig-Holstein und im Oberrheintal entdeckt. Von 1928 bis 1935 stieg die deutsche Erdölförderung von 103.000 auf 427.000 Tonnen jährlich an und erreichte Ende 1939 mit 1,1 Millionen Tonnen zunächst ihren Höhenpunkt. Nach dem Anschluss Österreichs stieg die Erdölförderung kontinuierlich an. Allein die Erdölfelder in Zistersdorf erreichten 1944 ein Fördermaximum von zusätzlich 1,3 Millionen Tonnen.
Im Juni 1938 erließ der Reichsverkehrsminister eine Anordnung, nach der nur noch Kraftfahrzeuge zugelassen werden durften, deren Motoren mit 74 ROZ auskämen. Das Normalbenzin vom Anfang des Jahres 1939 für den Normalverbraucher wurden damit die beiden Sorten des Fahrbenzins mit einer Oktanzahl von 74 ROZ. Da es nicht mehr genügend Kartoffelalkohol gab, wurde das Nordbenzin (oder Fahrbenzin N) mit einer Beimischung von 13 % dieses Alkohols und wenig Benzol hergestellt. Südlich der Linie „Elbe–Stade–Bremervörde–Soltau–Celle–Braunschweig–Berlin–Polen“ wurde das Südbenzin (oder Fahrbenzin S) zur Erhöhung der Klopffestigkeit statt mit Alkohol mit dem Additiv Bleitetraäthyl versehen.

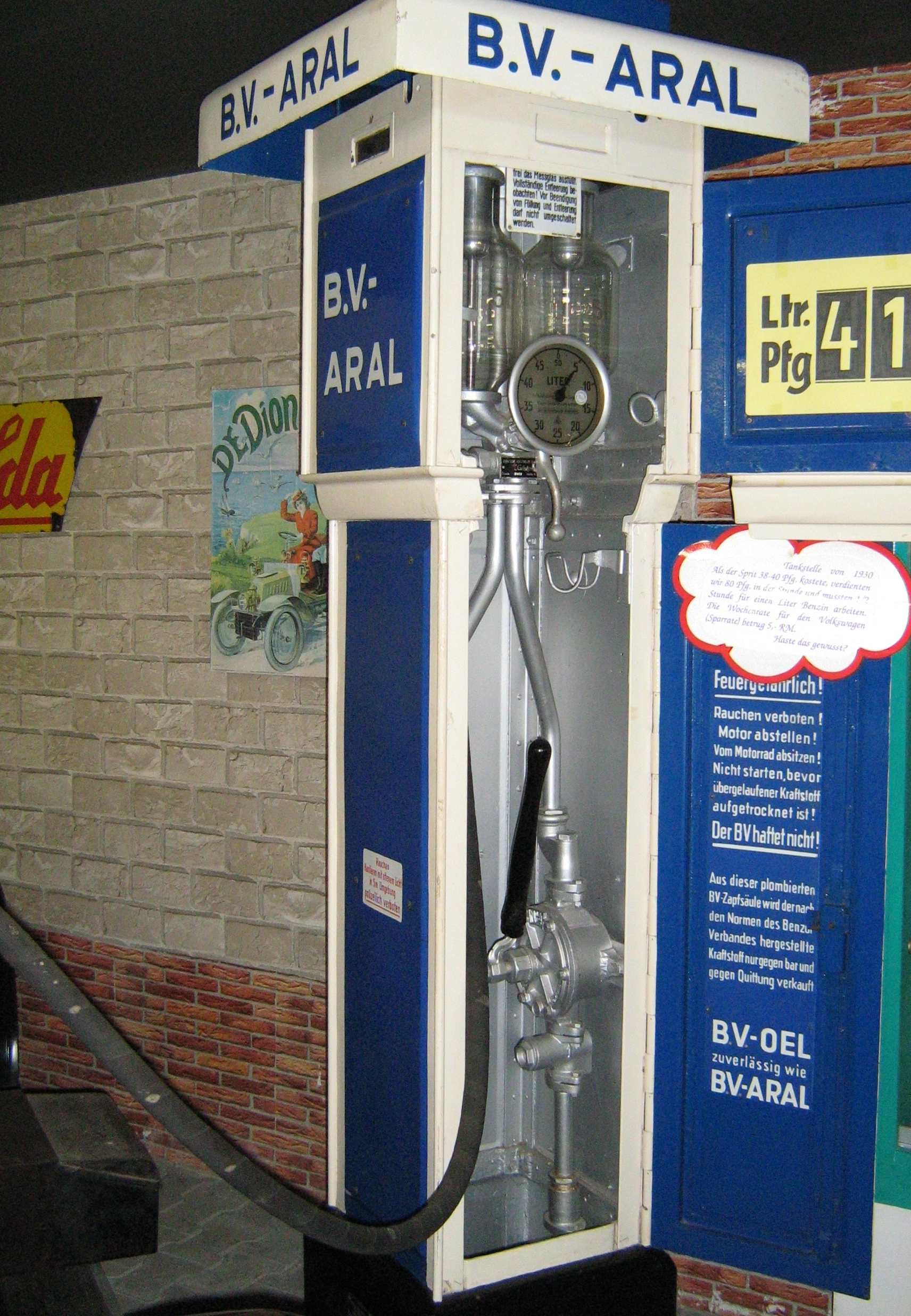
Eingehauste Zapfstelle 1939

### Gemisch
Der hauptsächliche Lieferant in Deutschland für Benzin-Benzol-Gemische (Bibo) war der Benzol-Verband, der 1935 die größte Mineralölvertriebsgesellschaft der Großen Fünf mit einer Absatzquote von 26,2 % war und auf Platz drei lag mit 7.740 Zapfstellen (13,8 %). Bei der Reichsautobahn-Kraftstoff-GmbH hieß das innerhalb des Monopolkorridors von 500 m Breite entlang der Reichsautobahnen verkaufte Bibo-Gemisch einfach Reichsautobahngemisch.
Die in ganz Deutschland erhältlichen Benzin-Benzol-Gemische erreichten 1939 bei 40 % Benzolanteil eine Klopffestigkeit von 78 bis 80 ROZ, genauso wie das Superbenzin. Bibo war ab 1939 die dritte zugelassene Ottokraftstoffsorte in Deutschland, die mit 78 ROZ an private Kraftfahrzeuge abgegeben werden durfte.
Mitte der 1930er Jahre war der Mischkraftstoff aus Benzin-Benzol in Deutschland am gebräuchlichsten. Zum damaligen Zeitpunkt bezog der niederländische Shell-Konzern sein Rohöl, das sogenannte Borneo-Benzin, aus der niederländisch-indischen Kolonie Borneo, in dem schon von Natur aus die Benzin-Benzol-Mischung vorkam. Die zu Shell gehörende Rhenania-Ossag konnte daher bei der Herstellung ihrer Benzinmarke Dynamin auf einen sehr brauchbaren Grundstoff zurückgreifen. Die Benzin-Benzol-Kraftstoffe besitzen aufgrund ihrer Naphthene und aromatischen Bestandteilen – weniger Benzol als höhere Homologen – ein höheres spezifisches Gewicht als beispielsweise die nordamerikanischen Benzine. Das Borneo-Benzin hatte eine Oktanzahl von 82,5 ROZ (76 MOZ).

### Superbenzin

Bleitetraäthyl oder Tetraethylblei

Bereits in den 1920er-Jahren wurde in Deutschland ein Superbenzin mit dem Markennamen Motalin hergestellt, welches entweder mit Benzol oder Alkohol in größeren Mengen oder durch die Zugabe von Eisenpentacarbonyl klopffester gemacht wurde. Letzteres geschah hauptsächlich auf Basis von synthetischem Benzin aus den Leunawerken. Ab Mitte der 1930er-Jahre konnte Superbenzin mit Bleitetraäthyl versetzt werden, um die Klopffestigkeit zu erhöhen. Bis 1938 hatte das mit 30 % Benzol sowie mit Blei versehene, auch Aufpreisbenzin genannte, Kraftfahrzeugbenzin Oktanzahlen von 78 bis 80 ROZ erreicht. Es war zwei Pfennig teurer als das Fahrbenzin und als vierte Kraftstoffsorte in Deutschland zugelassen. Über 78 ROZ durfte dieses ab August 1939 nicht mehr an Kraftfahrzeuge ausgegeben werden. Es war aufgrund der Bevorratungsvorgaben insbesondere für Flugbenzin vorbehalten.Auch 2023 wird für spezielle Flugzeugmotoren noch verbleites Flugbenzin eingesetzt.

### Flugbenzin
In den USA entdeckte im Jahr 1921 Thomas Midgley (General Motors) die Wirkung von Bleitetraäthyl (TEL) als Antiklopfmittel. 1924 gründeten die Standard Oil of New Jersey und General Motors die Ethyl Gasoline Corporation, um die in den USA bestehenden Patente zur Herstellung und Verwendung zu kontrollieren und TEL ausschließlich in den USA zu produzieren. In Deutschland erwarb die I.G. Farben 1935 trotz Einspruchs der US-Regierung von der Standard Oil Company, mit der sie bei der Entwicklung synthetischer Kraftstoffe zusammenarbeitete, eine Lizenz zur Herstellung von Bleitetraethyl. Um damit höheroktaniges Flugbenzin herstellen zu können, errichtete die IG Farben zwei TEL-Anlagen, eine mit einer jährlichen Produktion von 1200 Tonnen in Gapel und die andere in Frose mit einer Kapazität von 3600 Tonnen.
Durch Polymerisation, Isomerisation, Aromatisierung und katalytische Spaltung konnte ab Mitte der 1930er-Jahre Benzin für Hochleistungsmotoren gewonnen werden. Derartige Motoren benötigten Isooktan (Oktanzahl 100 ROZ), das spätestens ab 1939 zum Standard für Flugzeuge der United States Army Air Forces wurde. In der älteren Literatur wird darauf hingewiesen, dass die Alliierten damit im Zweiten Weltkrieg über Treibstoffe verfügten, die den Maschinen höhere Horizontalfluggeschwindigkeiten, größere Reichweiten und bessere Steigflugeigenschaften erlaubten. Ob dies jedoch tatsächlich den Alliierten einen entscheidenden Vorteil gegenüber der deutschen Luftwaffe brachte, wird in der jüngeren Forschung bezweifelt. Studien weisen auf kompensatorische Lösungen im Bereich des deutschen Motorenbaus hin und gehen prinzipiell von vergleichbaren Leistungen der Motoren aus. Wirtschaftshistoriker wie Heinrich Kahlert und Günther Luxbacher heben hervor, dass es eher die fehlenden Quantitäten als Qualitäten waren, die der deutschen Luftwaffe zu schaffen machten.
Deutschland verfügte nur über begrenzte Ressourcen an Rohstoffen, die zur Isooktan-Produktion notwendig waren. Den deutschen Chemikern gelang allerdings die Isooktan-Synthese durch die Alkylierung von Isobuten mit Isobutan sowie durch die Dimerisierung von Isobuten gefolgt von Hydrierung. Die dafür vorgesehenen Großproduktionsstätten in Heydebreck O.S. und Auschwitz gingen erst ab März 1944, jedoch vor Kriegsende nicht vollständig in Betrieb. Abgesehen von den Hydrierwerken Pölitz und Blechhammer brachten alle anderen Anlagen nicht die benötigte Kapazität. Hergestellt werden konnte:
- Flugzeug-Treibstoff B1 (70–80 ROZ)
- Flugzeug-Treibstoff B2 (87 ROZ Bibo)
- Flugzeug-Treibstoff B4 (87 ROZ Super)
- Flugzeug-Treibstoff C3 (100 ROZ)[9]

Mittels DHD-Verfahren sowie durch katalytisches Cracken gelang es aber auch in anderen deutschen Hydrierwerken eine mit Isooktan vergleichbare Qualität zu erreichen. Spezielle Destillierverfahren ermöglichten es zunächst, aus Kohle hydriertes synthetisches Benzin (ausschließlich Bergius-Pier-Verfahren) auf maximal 75 ROZ zu veredeln. Anschließend wurde die Leistungsfähigkeit durch die Zugabe eines Additivs (Bleitetraäthyl) auf 87 ROZ gesteigert. Der klopffestere C3-Treibstoff mit 100 ROZ konnte später durch weitere Zumischung von 30 % Kybol oder Additive wie organische Amine oder Toluidin hergestellt werden.

### Rennkraftstoffe
Für den Motorsport existierten während der 1930er Jahre eine Vielzahl an speziellen Rennkraftstoffen, bei denen Gemische aus Benzin und reinem Alkohol (meistens Methanol) zum Einsatz kamen. Dies diente zur Erhöhung der Klopffestigkeit und zur Steigerung des Wirkungsgrades der Motoren.
Bei Kraftstoffen für Rennfahrzeuge der Firma Alfa Romeo kam um 1940 die Shell-Mischung Dynamin Alfa zum Einsatz. Dieses Gemisch bestand aus ungefähr 82 Prozent Methanol, 18 Prozent Benzin-Benzol-Gemisch und 1 Prozent Rizinusöl. Je nach Typ des Rennmotors konnten sich die Zusätze auch ändern. Mercedes-Benz (Silberpfeile) und Auto Union AG verwendeten für ihre Grand-Prix-Rennwagen um 1940 ein eigenes Hochleistungsgemisch mit Namen Faust. Dieses bestand aus 30 Prozent Methanol, 30 Prozent Ethanol, 20 Prozent Benzol, 10 Prozent Äthyläther, 8 Prozent Leichtbenzin, 2 Prozent Azeton, Nitrobenzol und Petroleum. Andere Mischungen bei Auto Union und Mercedes bestanden aus 60 Prozent Methanol, 22 Prozent Benzol, 10 Prozent Ethanol, 5 Prozent Petrolether sowie 3 Prozent Toluol, Nitrobenzol und Rizinusöl. Alfa Romeo und Maserati setzten außerdem auf ein Gemisch aus 49,9 Prozent Ethanol, 34,5 Prozent Methanol, 0,5–3 Prozent Wasser sowie weitere etwa 13–15 Prozent andere Komponenten.

### Flüssiggas

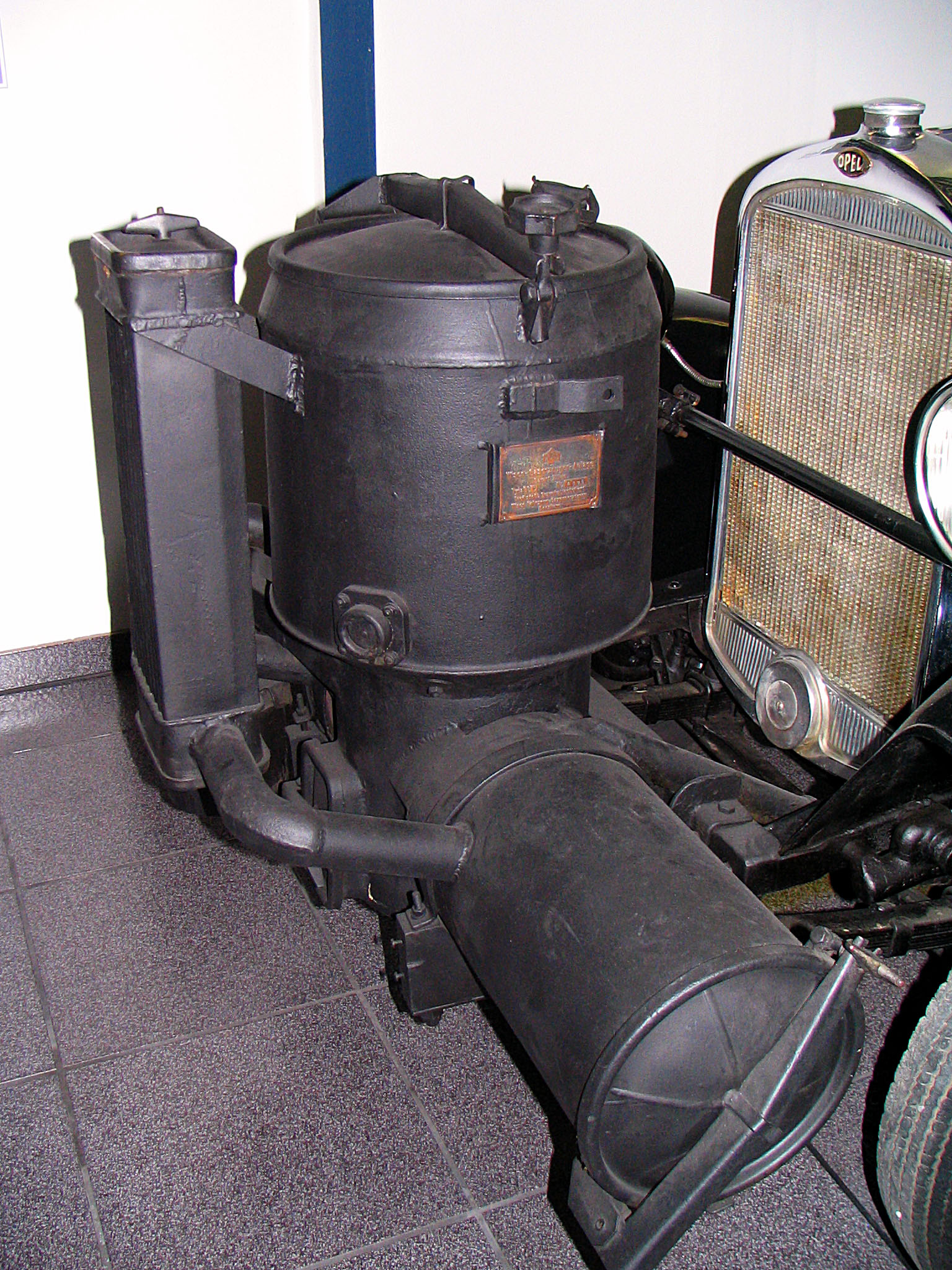
Holzgasgenerator an einem Opel (1940)

Ab dem 16. September 1939 wurde per Verfügung vor allem der deutsche Stadt-Omnibusbetrieb ganz auf Flüssiggas (Butan oder Propan) umgestellt. Das Gas wurde im Anhänger, auf dem Dach oder bei Doppeldecker-Bussen im oberen Stock untergebracht. Da zu wenig Reichweite mit der Füllung erzielt wurde und es ab 1948 wieder genügend Ottokraftstoffe gab, konnten die Omnibusse wieder auf ihre vorherigen Betriebsarten umgestellt werden.

### Holzgas
Durch die Vorschriften zur Bewirtschaftung und Verteilung der produzierten Otto- oder Dieselkraftstoffe mussten im Lauf des Zweiten Weltkriegs die privaten Nutzer von PKW und LKW in Deutschland auf Holzgasbetrieb mittels Holzvergasung umstellen. Dabei wurde bei dem am häufigsten verwendeten System der Teilverbrennung unter Luftmangel im Gleichstromverfahren (nach Georges Imbert) das aus dem Tankholz (meist getrocknete Buche) erzeugte Gas nach Abkühlung und Filterung dem Ottomotor des Fahrzeugs zugeleitet.
Zum Ende des Zweiten Weltkriegs gab es etwa 500.000 Generatorgaswagen oder Holzgaswagen. Zu ihrer Versorgung gab es in den 1940er Jahren die Generatorkraft – Aktiengesellschaft für Tankholz und andere Generatorkraftstoffe mit den zugehörigen Tankstellen.

## Nachkriegszeit
Nach dem Zweiten Weltkrieg lag die Kraftstoffversorgung in Deutschland am Boden. Die Produktion war stark eingeschränkt, Importe waren kaum möglich und die vorhandenen Vorräte stark dezimiert. Die Versorgung mit Kraftstoffen wurde zu einem kritischen Faktor für den Wiederaufbau und die Wiederherstellung der Mobilität. In der Energieversorgung ging das geteilte Deutschland getrennte Wege. Während in Westdeutschland eine Umstellung auf die Verarbeitung von Erdöl erfolgte, führte die DDR die im Dritten Reich praktizierte Autarkiepolitik fort.

## DDR

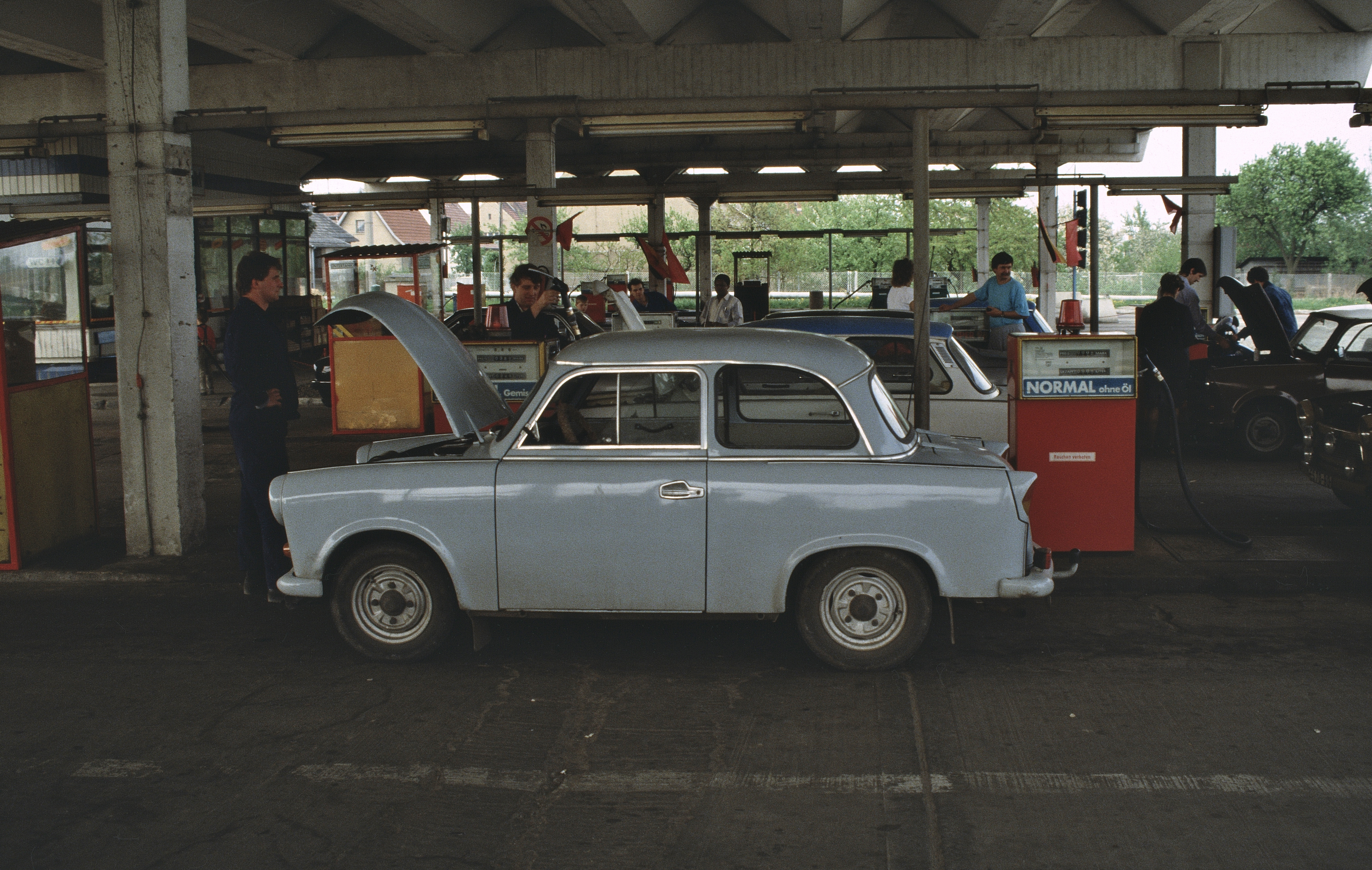
Tankstelle in Ostberlin (1989)

Kurz nach dem Zweiten Weltkrieg wurde die Gasolin in der Sowjetischen Besatzungszone zunächst als SAG Gasolin Hydrierwerk Zeitz und ab Dezember 1949 als SAG für Brennstoffindustrie SMOLA Hydrierwerk Zeitz geführt. Am 1. Januar 1956 folgte die Gründung des VEB Kombinat Minol mit seiner gleichnamigen Handelsmarke. Minol war fortan in der DDR für den Vertrieb beziehungsweise die Versorgung der Bevölkerung sowie der Industrie-, Handwerks- und landwirtschaftlichen Betriebe mit Kraft- und Schmierstoffen verantwortlich.
Anfangs basierte die Kraftstoffversorgung des Landes nahezu ausschließlich auf verschiedenen Verfahren der Kohleverflüssigung. Die während der NS-Zeit installierte DHD-Anlage in Böhlen stellte bis zur Mitte der 1960er-Jahre die wichtigste Quelle für hochwertiges Benzin dar. Während die durchschnittliche Oktanzahl häufig unter dem Normbenzinwert von 72 bis 74 lag, konnten in Böhlen Treibstoffe mit bis zu 95 Oktan hergestellt werden. Dadurch benötigten Motoren weniger Wartung und ihre Laufzeit erhöhte sich. Zu beachten hierbei ist, dass in der DDR bis Mitte der 1960er Jahre die Oktanzahl von Benzin grundsätzlich mit der Motor-Oktanzahl (MOZ) angegeben wurde (100 ROZ entspricht in der Regel 88–89 MOZ).
Erst nach Inbetriebnahme der zweiten Ausbaustufe des VEB Erdölverarbeitungswerk Schwedt begann ab 1967 eine schrittweise Umstellung auf erdölbasierte Kraftstoffe. In den 1980er-Jahren musste die Kohleverflüssigung jedoch wieder aufgenommen werden, da die Sowjetunion die Preise für das Erdöl erhöht und die Liefermengen reduziert hatte. Dazu hatte sich die Produktion seit 1960 vervierfacht. Der Bedarf an Treibstoffen wurde vollständig im Inland gedeckt. Die größten Kohleverflüssigungsanlagen waren das Hydrierwerk Zeitz, das Mineralölwerk Lützkendorf, das Kombinat Espenhain, die Schwelereien in Böhlen, Rositz und Deuben.
Große Mengen der in der DDR hergestellten Kraftstoffe und Aromaten, insbesondere Benzol, Diesel und Heizöl, wurden zur Devisenerwirtschaftung bereits ab 1963 ins westliche Ausland exportiert. Dennoch blieben die in der DDR für die Bevölkerung staatlich festgelegten Benzinpreise stabil. Bis Mitte der 1970er-Jahre kostete ein Liter Benzin 1,40 Mark (VK79). Volkseigene Betriebe zahlten die Hälfte. Bis 1989 kostete ein Liter Benzin 1,50 Mark (88 Oktan; Normal) und 1,65 Mark (92 Oktan; Extra). Gewerbliche Abnehmer zahlten für Normalbenzin 0,80 Mark. Der Preis für Diesel lag bei 1,40 Mark.
Die zur Verfügung stehenden Sorten trugen die Abkürzung für Vergaserkraftstoff VK; ab 1965 mit Angabe der Klopffestigkeit (MOZ). Genormt war der Kraftstoff nach der TGL 6428. Gemäß dieser Vorschrift durfte unter anderem der Tetraethylblei-Gehalt nicht 0,04 %, ab 1977 0,0286 Vol.-%, übersteigen. Die in der DDR stark verbreiteten Zweitaktmotoren neigten jedoch infolge geringer Kraftstoffqualität, des Bleizusatzes und der Bleiausträger relativ stark zu Störungen. Verbrennungsrückstände führten regelmäßig zu Kerzenwechsel und ein erhöhter Gehalt damaliger Bleiausträger (z. B. Dichlorethan) beschleunigte die Korrosion im Motor und dessen Lager, was ebenso Motorschäden begünstigte.
Bis in die 1960er-Jahre war in der DDR im freien Verkauf kein höherwertiges Benzin verfügbar. Importierte PKW, wie der Škoda Felicia, mussten daher mit einer herabgesetzten Verdichtung ausgeliefert werden, andere Importfahrzeuge neigten häufig zum Klingeln. 1955 war die Sorte VK Normal eingeführt worden mit 72 Oktan (MOZ). Ab 1960 war VK Extra erhältlich, wobei es sich um ein Benzin mit 78 Oktan (MOZ) handelte. Erst nach Inbetriebnahme einer Reformierungsanlage im VEB Erdölverarbeitung Schwedt stand ab 1967 die Sorte VK88 (Zahl nun in ROZ) zur Verfügung, die sich auch für importierte PKW eignete. Für Wartburg 311 mit 900-cm³-Motor und Trabanten mit Motoren bis 23 PS wurde hingegen das nun VK79 (Zahl in ROZ) genannte Benzin empfohlen. Dieses entfiel Anfang der 1980er Jahre. Benzin mit 94 Oktan ROZ (Sonder-VK) war im Jahr 1969 republikweit nur an 25 Tankstellen verfügbar.
Ab Mitte der 1980er-Jahre bot Minol folgende Kraftstoffe an: Normal Gemisch (88 Oktan), Normal ohne Öl (88 Oktan), Extra (92 Oktan) und DK (Dieselkraftstoff). Diese Kraftstoffe gab es auch bei Intertank (insbesondere an den Transitautobahnen), die dort an rot-gelben Zapfsäulen gegen DDR-Mark verkauft wurden. Hingegen standen an den grün-weißen Zapfsäulen dieser Tankstellen ab 1985 gegen DM-Zahlung Spezial (91 Oktan), Super (98 Oktan), Diesel und ab 1986 zusätzlich Spezial bleifrei (91 Oktan) sowie Super bleifrei (95 Oktan) zur Verfügung.
Insgesamt betrug 1960 die Kraftstoffproduktion in der DDR 1.080.000 Tonnen Benzin sowie 1.289.000 Tonnen Diesel, bei einer kontinuierlichen Steigerung bis 1982 auf dann jährlich 3.891.000 Tonnen Benzin und 6.142.000 Tonnen Diesel.

## Bundesrepublik
Obwohl die Deutsche Gasolin noch 1956 mit einem „Benzol-Gemisch (ohne Blei)“ warb und auch die BV-Aral ihr Bibo-Gemisch als „bleifrei“ anpries, waren die hauptsächlich verkauften Ottokraftstoffe aller Marken im Westen die mit Bleitetraethyl versetzten „verbleiten“ Benzinsorten Normalbenzin und Super. Anfang der 1980er Jahre ging in Westdeutschland die Verwendung von Benzol massiv zurück, seit 2000 ist der Anteil des Benzols als Begleitstoff von Erdölprodukten auf 1 % begrenzt, da es krebserregend und reproduktionstoxisch ist (weitere Informationen siehe Benzol).

### Bleifrei

Zeichen 361 A
Das ab 1985 verbindliche Verkehrszeichen „Tankstelle auch mit bleifreiem Benzin“.

Bleifrei heißt eine Motorenbenzinsorte, der keine bleihaltigen Klopfschutzmittel zur Verbesserung der Oktanzahl zugesetzt wurden.
Wasserunlösliche Bleiverbindungen lagerten sich insbesondere in der Nähe von Straßen mit viel Benzinumsatz staubförmig an der Vegetation ab, also auch an Feldfrüchten, Obst und Weidegras für Milchvieh, und gelangten so in menschliche Nahrung. Eine besonders hohe Konzentration des giftigen Metalls im Körper erreichten etwa Verkehrspolizisten, die stark von Kfz befahrene Kreuzungen mit Handzeichen regelten. Blei wird kaum aus dem Körper ausgeschieden, da seine Salze bis auf das Acetat kaum wasserlöslich sind.
Blei legt sich als schmierender Belag auf den Ventilsitzen ab und fördert so die Lebensdauer dieser Bauteile. Andererseits «vergiftet» es rasch Abgas-Katalysatoren durch Ablagerung auf den aktiven Keramikoberflächen. Um das kostengünstige TEL zu ersetzen, mussten Motoren dafür weiterentwickelt werden. Viele Jahre gab es verbleite und bleifreie Benzinsorten nebeneinander an den Tankstellen. Bleifreie Sorten wurden bisweilen grün (für: umweltfreundlich) etikettiert.
Bleifreies Normalbenzin (91 Oktan) wurde 1984 in Deutschland eingeführt, Super bleifrei (95 Oktan) 1985, als die PKW in Deutschland erstmals mit Katalysatoren ausgerüstet wurden. Das damals beobachtete Waldsterben trug zu einem Wandel des Umweltbewusstseins bei. 1985 führte die Schweiz Bleifrei 95 anstelle vom verbleiten Normalbenzin (91 Oktan) ein, 1993 wurde Super Plus (98 Oktan bleifrei) eingeführt.
Mit einer Änderung des bundesdeutschen Benzinbleigesetzes am 18. Dezember 1987 wurde bleihaltiges Normalbenzin ab dem 1. Februar 1988 verboten.
Aufgrund der gesunkenen Nachfrage wurde 1996 der weitere Verkauf auch von bleihaltigem Superbenzin eingestellt. In der Schweiz wurde verbleites Super (98 Oktan) bis 1999 verkauft. In der ganzen EU darf seit dem Jahr 2000 kein verbleiter Ottokraftstoff mehr für Kraftfahrzeuge verkauft werden.

### Preise

Kraftstoffpreise

Im Jahr 1950 kostete ein Liter Normalbenzin (91–92 ROZ) in der Bundesrepublik Deutschland durchschnittlich 56 Pfennige (heute inflationsbereinigt 1,88 €) und ein Liter Super 63 Pfennige (heute inflationsbereinigt 2,12 €), die Differenz lag damit mit 7 Pfennigen bei über 12 %. Bis 1975 bestand der Preisunterschied von 7 Pfennigen (8 %), um innerhalb von 2 Jahren auf 5 Pfennige abzusinken. So blieb er bis zum Jahr 2000 (2,5 %).
Mit der Umstellung auf den Euro bestand die durchschnittliche Differenz zwischen Normal und Super aus nur noch 2 Eurocent (1,6 %). In inflationsbereinigten Preisen heißt das, dass Normal und Super auf dem Preisniveau von Normalbenzin Mitte der 1950er Jahre etwa das Gleiche kosteten. Im Dezember 2007 war der Preis für Normal- und Superkraftstoff erstmals gleich. Der Verlust der Preisdifferenz zwischen Super und Normal führte zu einem radikalen Nachfragerückgang nach Normalbenzin mit der Folge, dass ab dem Jahr 2008 einige Tankstellen den Verkauf von Normalbenzin einstellten. 2012 hatte praktisch keine Tankstelle in Deutschland mehr Normalbenzin im Angebot, ein Zustand, der in der Schweiz schon ca. zehn Jahre früher erreicht wurde.

### Benzine (Normal und Super)

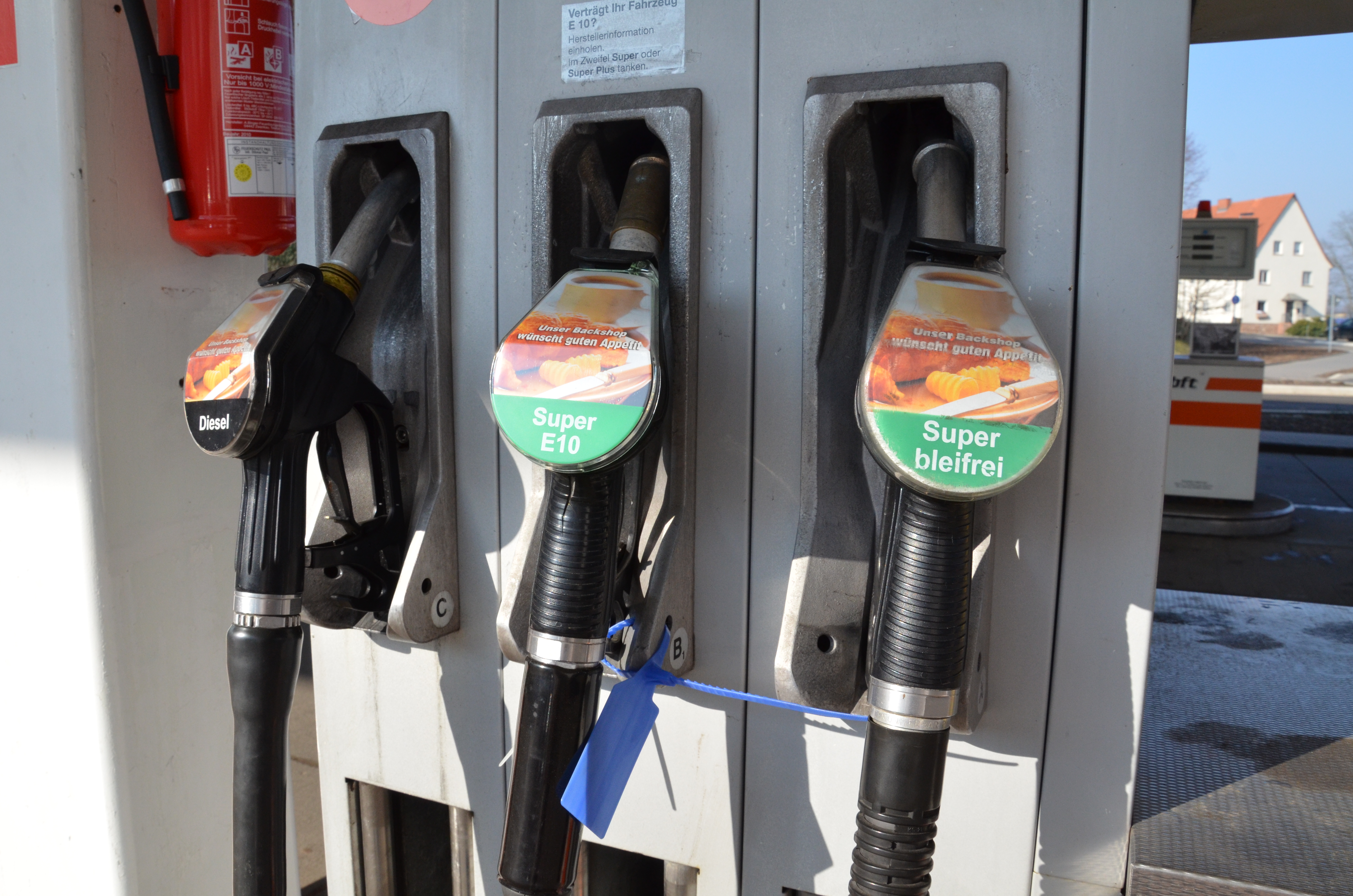
Zapfsäule u. a. mit Super E10 (gesperrt) sowie Aufkleber zur Fahrzeugverträglichkeit

Die aus Rohöl destillierten Basiskraftstoffe weisen nur Oktanzahlen von 50 bis 70 ROZ auf. Da für moderne Motoren Oktanzahlen um 95 ROZ erforderlich sind, werden Benzine veredelt (durch Reformieren an Platin- oder Rhenium-Katalysatoren) und es wurde Methyl-tert-butylether (MTBE, 118 ROZ, 101 MOZ) beziehungsweise wird Ethyl-tert-butylether (ETBE, 117 ROZ, 101 MOZ) bei Super Plus als Antiklopfmittel zugemischt.
Das von der Qualität her europaweit einheitlich in der Norm EN 228 festgelegte sogenannte Normalbenzin (Normal) mit einer Oktanzahl von 91 ROZ wurde etwa bis zum Anfang der 2010er Jahre vertrieben, mit der aus den Erfordernisse der EU-Biokraftstoffrichtlinie abgeleiteten Einführung von E10 (Super mit einer Beimischung von 5–10 % Bioethanol) jedoch weitgehend eingestellt.
Das in Deutschland sogenannte Super oder Super Bleifrei mit 95 ROZ heißt in der Schweiz einfach Bleifrei 95. Das deutsche Super Plus (ROZ 98) ist in der Schweiz das Super oder Bleifrei 98.

### Flugbenzine
In der Luftfahrt ist Superbenzin unter der Bezeichnung MoGas im Einsatz. Darüber hinaus gibt es bei den Motorenbenzinen noch klopffestere Rezepturen mit 99 ROZ und 100 ROZ.
Beim Flugbenzin (AvGas) gibt es ebenfalls klopffeste Treibstoffe mit bis zu 100 MOZ, diese sind jedoch bleihaltig beziehungsweise stark bleihaltig (Anmerkung: Die ROZ wird bei Flugbenzin nicht definiert, hier gibt es anwendungsspezifische Methoden zur Bestimmung der Klopffestigkeit).

### Alternative Ottokraftstoffe
Die beschriebenen Alternativen Ottokraftstoffe sind sehr unterschiedlich. So werden die Flüssiggase im entsprechenden Fahrzyklus als alleiniger Treibstoff verwendet, und der Motor kann auf Verwendung von Benzin in einem eigenen Fahrzyklus umgeschaltet werden. Beim Ethanol handelt es sich heutzutage meist um keinen reinen Treibstoff, sondern um einen Zusatz zum Benzin, wie es schon die Reichskraftsprit mit ihrem Kartoffelschnaps in den 1920er Jahren gemacht hat.

### Autogas (Flüssiggas, LPG)
Autogas bezeichnet zum Gebrauch in Ottomotoren vorgesehenes Flüssiggas (LPG, Liquified Petroleum Gas). Es handelt sich um ein Gemisch der Kohlenwasserstoffe Butan und Propan. Bereits seit den 1970er Jahren ist es in Italien sehr verbreitet, auch steht ein ausreichend dichtes Tankstellennetz zur Verfügung. Autogas hat eine hohe Klopffestigkeit von 105 bis 115 ROZ je nach Butananteil.

### Erdgas (LNG, CNG)
Komprimiertes Erdgas (CNG (Compressed Natural Gas)) ist seit den 1990er Jahren in Deutschland verfügbar. In Argentinien, Brasilien und Italien fahren bereits Millionen Automobile damit. Erdgas hat eine sehr hohe Klopffestigkeit von 130 ROZ. Eine Alternative dazu stellt Flüssigerdgas (LNG) dar.

### Bio-Ethanol

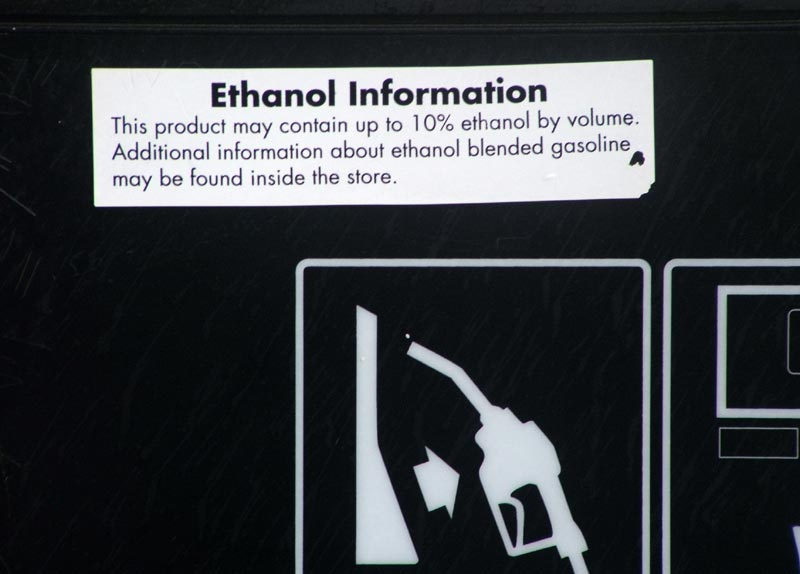
Informationstafel zum Ethanolanteil an einer Tankstelle in Kalifornien

Bio-Ethanol wird beispielsweise aus Zuckerrüben oder Weizen gewonnen. Seit 2005 wird es in Deutschland in geringen Mengen dem normalen Benzin beigemischt. In Brasilien fahren bereits viele FFV-Automobile mit reinem oder fast reinem Alkohol (Ethanol-Kraftstoff). In Schweden als Vorreiter in Europa besteht schon ein sehr hoher Grad an Alkohol (E85) im Gemisch mit Benzin. Verfahren zur Gewinnung von Cellulose-Ethanol aus pflanzlicher Biomasse befinden sich in der Entwicklung, um damit die Menge des verwendeten Agraralkohols und die damit einhergehende Nahrungsmittelkonkurrenz zu reduzieren.
Auf Grund von EU-Vorschriften (2009/30/EG vom 23. April 2009 zur Änderung der EU-Kraftstoffqualitätsrichtlinie 98/70/EG) kommt seit dem 1. Januar 2011 zunehmend Benzin E10 mit einem Zusatz von bis zu 10 % Bioethanol auf den europäischen Markt, nachdem vorher bereits E5 (Benzin mit bis zu 5 % Bioethanol) verkauft wurde.

### Rennkraftstoffe
Bis in die 1950er Jahre waren die Rennkraftstoffe weitgehend frei von Vorschriften. So entstanden giftige und aggressive Gemische aus Benzol, Methanol, Aceton und Nitrobenzol, die nach dem Rennen sofort abgelassen werden mussten und die bei unvorsichtigem Umgang einen Krankenhausaufenthalt notwendig machten. Ende der 1960er Jahre wurden die erlaubten Zutaten von der Fédération Internationale de l’Automobile (FIA) zur Sicherheit von Fahrern und Mechanikern immer weiter zusammengestrichen.
Bis in die 1990er Jahre kreierten die beteiligten Mineralölgesellschaften pro Jahr über 300 Renn-Mischungen. 1993 setzte die FIA durch, dass Formel-1-Kraftstoff allen Vorschriften der EU-Normen entsprechen muss. Dass der verwendete Kraftstoff der Norm für bleifreies Super entspricht, auch wenn die Zusammensetzung innerhalb der Norm vom Tankstellenkraftstoff abweicht, überwacht in der Formel 1 die FIA selbst. Dabei hat das heutige Rennbenzin immer noch 102 ROZ, nachdem es in der Vergangenheit auch 108 ROZ haben durfte.
Während früher die volumetrische Energiedichte (Heizwert pro Liter) immer weiter gesteigert wurde, kommt es heute inzwischen wesentlich mehr auf die gravimetrische Energiedichte (Heizwert pro Kilogramm) an, um so nah wie möglich am Mindestgewicht für die Rennwagen bleiben zu können. Der Verbrauch und die Menge des Treibstoffs werden deshalb im Rennsport meist auf Kilogramm-Basis statt in Litern angegeben, weil für das Fahrzeugsetup das Gewicht entscheidend ist (ein Liter Rennkraftstoff wiegt etwa 750 bis 800 Gramm).

## Sonstiges
Teilweise wird für Ottokraftstoff die Zusammensetzung entsprechend der Jahreszeit angepasst. Als noch Vergaser in Fahrzeugen dominierten, verhinderte der Zusatz von Alkoholen im Winter das Vereisen des Vergasers bei hoher Luftfeuchte. Inzwischen werden Vorgaben für den maximalen Dampfdruck gemacht, um die Umweltbelastung durch verdunstenden Kraftstoff im Sommer zu reduzieren.
Der monergole Treibstoff Otto 2 findet Anwendung in manchen Torpedotypen und hat trotz der Ähnlichkeit der Bezeichnung nichts mit Ottokraftstoffen zu tun.